# Церква Пресвятої Трійці (Єлово)
Церква Пресвятої Трійці (Свято-Троїцька церква, Церква в ім'я живоначальної Трійці) — церква в селі Єлово Ярського району Удмуртії, Росія. Являє собою пам'ятник архітектури раннього класицизму.
В середині XVIII століття уряд Російської імперії почав будівництво Сибірського тракту, який пройшов по північній частині сучасної Удмуртії. Слідом за цим російська влада цілеспрямовано проводила християнізацію та зросійщення місцевого населення. В результаті цього зводились нові православні церкви. Першою такою церквою стала кам'яна Свято-Троїцька, збудована в 1795 році. Архітектором виступив Филимон Росляков, який працював в стилі вятського бароко. У 18 столітті у церкві настоятелем був Івшин Феодор, який був місіонером.
Згідно з постановою Ради міністрів Російської РФСР від 30 серпня 1960 року № 1327 церква була віднесена до списку Об'єктів культурної спадщини регіонального значення. Пізніше їй було надано статусу федерального значення.